# Bruno Saul
Bruno Saul (ur. 8 stycznia 1930 w Narwie, zm. 3 marca 2022 w Tallinnie) – estoński i radziecki polityk, przewodniczący Rady Ministrów Estońskiej SRR w latach 1984-1988.
1951-1956 studiował w Leningradzkim Instytucie Elektrotechnicznym, po czym został inżynierem, a w 1960 naczelnikiem Centrum Radiowego Estońskiej SRR w Tallinie. Od 1960 członek KPZR i pracownik ministerstwa łączności Estońskiej SRR – naczelnik wydziału i główny inżynier, od 1966 wiceminister, od 1969 minister łączności. W 1973 ukończył Wyższą Szkołę Partyjną przy KC KPZR, w 1977 został kandydatem nauk ekonomicznych. Od 1975 zastępca przewodniczącego Rady Ministrów estońskiej SRR, od 1983 sekretarz KC Komunistycznej Partii Estonii, od 18 stycznia 1984 do 16 listopada 1988 przewodniczący Rady Ministrów Estońskiej SRR. 1986-1990 kandydat na członka KC KPZR. Deputowany do Rady Najwyższej ZSRR 11 kadencji.

## Odznaczenia
- Order Czerwonego Sztandaru Pracy (trzykrotnie)
- Order „Znak Honoru”
- Nagroda Państwowa ZSRR (1981)